# Episodi di Flashpoint (prima stagione)
La prima stagione della serie televisiva Flashpoint è stata trasmessa in prima visione in Canada da CTV dall'11 luglio 2008 al 13 febbraio 2009.
In Italia è stata trasmessa in prima visione satellitare da AXN dal 13 gennaio al 31 marzo 2009.
| nº | Titolo originale        | Titolo italiano             | Prima TV Canada   | Prima TV Italia  |
| -- | ----------------------- | --------------------------- | ----------------- | ---------------- |
| 1  | Scorpio                 | Codice Scorpio              | 11 luglio 2008    | 13 gennaio 2009  |
| 2  | First In Line           | Il trapianto                | 18 luglio 2008    | 13 gennaio 2009  |
| 3  | The Element of Surprise | Fattore sorpresa            | 24 luglio 2008    | 20 gennaio 2009  |
| 4  | Asking For Flowers      | Chiedere i fiori            | 31 luglio 2008    | 27 gennaio 2009  |
| 5  | Who's George?           | La rapina                   | 7 agosto 2008     | 3 febbraio 2009  |
| 6  | Attention Shoppers      | Gentili clienti, attenzione | 14 agosto 2008    | 10 febbraio 2009 |
| 7  | He Knows His Brother    | Legami di sangue            | 21 agosto 2008    | 17 febbraio 2009 |
| 8  | Never Kissed a Girl     | Mai baciato una ragazza     | 11 settembre 2008 | 24 febbraio 2009 |
| 9  | Planets Aligned         | La sindrome di Stoccolma    | 18 settembre 2008 | 3 marzo 2009     |
| 10 | Eagle Two               | Fantasmi dal passato        | 9 gennaio 2009    | 10 marzo 2009    |
| 11 | Backwards Day           | Il ponte dei sospiri        | 16 gennaio 2009   | 24 marzo 2009    |
| 12 | Haunting the Barn       | Bagaglio sospetto           | 23 gennaio 2009   | 17 marzo 2009    |
| 13 | Between Heartbeats      | Così è la guerra            | 13 febbraio 2009  | 31 marzo 2009    |